# From the end of the earth
From the end of the earth is een compositie van Alan Hovhaness. Het is een toonzetting van de verzen 1 tot en met 4 uit psalm 61. Hovhaness had het werk in 1951 al geschreven, maar voltooide het pas in 1960, toen het ook werd uitgegeven door Edition Peters. Het wijkt dus enigszins af van het vorig en volgend werk in de opluslijst die wel uit 1960 dateren. Alhoewel het werk zelden tot nooit is opgenomen, vinden regelmatig herdrukken plaats van dit werk. De laatste dateert van 2001 (gegevens 2015).

From the end of the earth is geschreven voor sopranen, alten, tenoren en baritonnen begeleid/ondersteund door kerkorgel of piano. 